# Criterium van Sint-Niklaas
Het Criterium van Sint-Niklaas was een wielercriterium in de Belgische stad Sint-Niklaas. Deze wedstrijd werd sinds 1932 jaarlijks tot en met 2018 gereden in de straten van de stad.
De tegenvallende toeschouwersaantallen zorgen ervoor dat het contract met de organisator niet werd vernieuwd.

## Erelijst
| Jaar | 1e                    | 2e                      | 3e                     |
| ---- | --------------------- | ----------------------- | ---------------------- |
| 1932 | Frans Bonduel         |                         |                        |
| 1933 | Romain Gijssels       | André Mortier           | Sylvère Maes           |
| 1934 | Alfred Hamerlinck     | Jozef Boutmans          | Edward Vissers         |
| 1935 | Gerard Loncke         | Corneille Leemans       | Michel D'Hooghe        |
| 1936 | Antoon Cavé           | Michel D'Hooghe         | Jean-Baptiste Leysen   |
| 1937 | Michel D'Hooghe       | Frans Alexander         | Petrus Van Theemsche   |
| 1938 | Roger Gyselinck       | Emiel Vandepitte        | Jerome Dufromont       |
| 1939 | Gustaaf Deloor        | Alfons Deloor           | Richard Depoorter      |
| 1940 | Frans Cools           | Gustaaf Van Overloop    | Eugeen Jacobs          |
| 1941 | Emiel Faingnaert      | Georges Claes           |                        |
| 1942 | Georges Claes         | Frans Ryckers           |                        |
| 1943 | Lode Janssens         |                         |                        |
| 1944 | Eugeen Jacobs         | Albert Ritserveldt      | Jules Lowie            |
| 1945 | Karel De Baere        | Roger Gyselinck         |                        |
| 1946 | Theo Middelkamp       |                         |                        |
| 1947 | Gerrit Schulte        |                         |                        |
| 1948 | Achiel Buysse         |                         |                        |
| 1949 | Frans van der Zande   | Karel De Baere          | Theo Middelkamp        |
| 1950 | Isidoor De Ryck       |                         |                        |
| 1951 | Karel De Baere        | Wout Wagtmans           |                        |
| 1952 | Jaak Brutyn           |                         |                        |
| 1953 | Jozef De Feyter       |                         |                        |
| 1954 | Jan De Valck          | Liévin Lerno            | Gilbert Van de Wiele   |
| 1955 | Ludo Van Der Elst     | Karel De Baere          | Constant Verschueren   |
| 1956 | Marcel Rijckaert      | Roger Verplaetse        | Jozef De Feyter        |
| 1957 | Leopold Schaeken      | Roger Verplaetse        | Gilbert Van de Wiele   |
| 1958 | Karel De Baere        | Michel Van Aerde        | Lucien De Munster      |
| 1959 | Jan Van Gompel        | Robert De Keulenaere    | Jaap Huisson           |
| 1960 | Kamiel Buysse         | Jozef Mariën            | Willy Butzen           |
| 1961 | Rik Van Steenbergen   | Kamiel Buysse           | Frans Van Looveren     |
| 1962 | Gilbert Maes          | Piet Oellibrandt        | Louis Proost           |
| 1963 | Gilbert Maes          | Willy Van Driessche     | Piet Oellibrandt       |
| 1964 | Leo van Dongen        | Jos Huysmans            | Theo Verschueren       |
| 1965 | Bart Zoet             | Julien Stevens          | Roger Blockx           |
| 1966 | Henri Pauwels         | Karel Colpaert          | Walter Lambrechts      |
| 1967 | Theo Verschueren      | Bart Zoet               | Harry Stevens          |
| 1968 | Valère Vansweevelt    | Willy Van Elsuwe        | Jan Harings            |
| 1969 | Theo Verschueren      | Jan van Katwijk         | Willy Moonen           |
| 1970 | Peter Head            | Raphaël Hooyberghs      | Frans Verbeeck         |
| 1971 | Roger Rosiers         | Gustaaf Van Roosbroeck  | Richard Bukacki        |
| 1972 | Richard Bukacki       | Alfons De Bal           | Ronny Van de Vijver    |
| 1973 | Julien Stevens        | Flory Ongenae           | Martin Van Den Bossche |
| 1974 | Ronny Van de Vijver   | Eddy Peelman            | Pol Lannoo             |
| 1975 | Benny Schepmans       | Frans Van Looy          | Tony Gakens            |
| 1976 | Frans Van Looy        | Serge Vandaele          | Frans Verhaegen        |
| 1977 | Willem Peeters        | Luc Leman               | Frans Van Looy         |
| 1978 | Cees Priem            | Leo Van Thielen         | René Van Gils          |
| 1979 | Jacques Osmont        | Alfons De Bal           | Bert Oosterbosch       |
| 1980 | Johnny De Nul         | Wilfried Van den Broeck | Etienne De Beule       |
| 1981 | Jos Gijsemans         | Rudy Cottenies          | Etienne De Beule       |
| 1982 | Johnny De Nul         | Jan Bogaert             | Hendrik Caethoven      |
| 1983 | Etienne De Wilde      | Jan Bogaert             | Marc Dierickx          |
| 1984 | Jan Bogaert           | William Tackaert        | Ludwig Wynants         |
| 1985 | Frans Van Vlierberghe | Marc Dierickx           | Martin Kemp            |
| 1986 | John Bogers           | Roger De Cnijf          | Eliseo-Mario Mariotti  |
| 1987 | Jan Bogaert           | Hans Daams              | Michel Cornelisse      |
| 1988 | Jan Bogaert           | Marnix Lameire          | Werner Devos           |
| 1989 | Dirk Heirweg          | Daniel Beelen           | Hendrik Redant         |
| 1990 | Jan Bogaert           | Patrice Bar             | Christian Henn         |
| 1991 | Michel Cornelisse     | Johnny Dauwe            | Jan Bogaert            |
| 1992 | Johan Devos           | Stephan Van Leeuwe      | Corneille Daems        |
| 1993 | Patrick De Wael       | Jerry Cooman            | Michel Cornelisse      |
| 1994 | Raymond Meijs         | Martin Van Steen        | Paul Van Hyfte         |
| 1995 | Jans Koerts           | Jan Nevens              | Franky De Buyst        |
| 1996 | Geert Van Bondt       | Patrick De Wael         | Willy Willems          |
| 1997 | Peter Spaenhoven      | Marc Streel             | Brian Dalgaard Jensen  |
| 1998 | Wim Omloop            | Matthew Gilmore         | Hans De Meester        |
| 1999 | Niko Eeckhout         | Etienne De Wilde        | Brett Aitken           |
| 2000 | Danny Daelman         | Wim Omloop              | Ludo Dierckxsens       |
| 2001 | Jurgen Vermeersch     | Berry Hoedemakers       | Glenn D'Hollander      |
| 2002 | Geert Omloop          | Michel Vanhaecke        | Marc Vlijm             |
| 2003 | Youri Deliens         | Rik Reinerink           | Geert Omloop           |
| 2004 | Tom Steels            | Frank Vandenbroucke     | Bradley Wiggins        |
| 2005 | Serge Baguet          | Tom Steels              | Nick Nuyens            |
| 2006 | Niko Eeckhout         | Stijn Devolder          | Kevin Van Impe         |
| 2007 | Stijn Devolder        | Greg Van Avermaet       | Gorik Gardeyn          |
| 2008 | Greg Van Avermaet     | Tom Steels              | Nick Nuyens            |
| 2009 | Kristof Goddaert      | Niels Albert            | Serge Pauwels          |
| 2010 | Andy Schleck          | Jurgen Van den Broeck   | Aleksandr Vinokoerov   |
| 2011 | Cadel Evans           | Philippe Gilbert        | Robbie McEwen          |
| 2012 | Alessandro Petacchi   | Thomas De Gendt         | Jurgen Van den Broeck  |
| 2013 | Chris Froome          | Joaquim Rodriguez       | Marcel Kittel          |
| 2014 | Rui Costa             | Vincenzo Nibali         | Matteo Trentin         |
| 2015 | Chris Froome          | Geraint Thomas          | Preben Van Hecke       |
| 2016 | Thomas De Gendt       | Marcel Kittel           | Michael Matthews       |
| 2017 | Greg Van Avermaet     | Oliver Naesen           | Thomas De Gendt        |
| 2018 | Greg Van Avermaet     | Yves Lampaert           | Sonny Colbrelli        |